# Shardlow and Great Wilne
Shardlow and Great Wilne est une paroisse civile du Derbyshire, en Angleterre.